# Pararondibilis sikkimensis
Pararondibilis sikkimensis är en skalbaggsart som beskrevs av Stefan von Breuning 1961. Pararondibilis sikkimensis ingår i släktet Pararondibilis och familjen långhorningar. Inga underarter finns listade i Catalogue of Life.